# Une prière pour l'hetman Mazepa
Pour plus de détails, voir Fiche technique et Distribution.
Une prière pour l'hetman Mazepa (en ukrainien Молитва за гетмана Мазепу, Molitva za getmana Mazepu) est un film de fiction historique ukrainien, réalisé en 2001 par Youri Illienko.
Cité dans la liste des 100 meilleurs films de l'histoire du cinéma ukrainien.

## Synopsis
Début du XVIIIe siècle. L’hetman Mazepa mène une vie tumultueuse : alliance avec le roi de Suède Charles XII, défaite de la Poltava en 1709, massacre de la capitale Batouryn par les armées du Tsar.

## Fiche technique
- Titre français : Une prière pour l'hetman Mazepa
- Titre original : Молитва за гетмана Мазепу (Molitva za getmana Mazepu)
- Réalisation : Youri Illienko
- Production : Studio Dovjenko (période Studio national Alexandre Dovjenko)
- Pays d'origine : Ukraine
- Format : couleur
- Durée : 152 minutes
- Vie du film : sélectionné au Festival de Berlin, 2002.

## Distribution
- Bohdan Stoupka : Ivan Mazepa
- Nikita Djigourda : Carl de Suède
- Viatcheslav Dovjenko : Pierre le Grand
- Viktor Demertach : Vassili Leontievitch Kotchoubeï
- Lioudmyla Efymenko : Lioubov Kotchoubeï
- Konstantin Kostychine : Piotr Chafirov
- Sergueï Aliochetchkine : Alexandre Danilovitch Menchikov
- Mikhaïl Goloubovitch : Ivan Sirko
- Yaroslav Gavriluk : Kost Gordienko
- Katerina Lisovenko : Motrya Kotchoubeï
- Filipp Illienko : jeune Mazepa
- Sergueï Martchenko : vieux Mazepa
- Ostap Stoupka : Pylyp Orlyk
- Oleg Dratch : Vassili Golitsyne
- Youri Illienko : général Zhouk
- Raïssa Nedachkivska : sorcière
- Dmitri Mirgorodski : Semion Paliy
- Vladimir Koliada : Ivan Iskra
- Marina Petrenko : jeune Lubov Kotchoubeï
- Sergueï Romaniuk : cosaque Leleka